# Kamyziak
Kamyziak (ruso: Камызя́к; kazajo: Қамысөзек) es una ciudad rusa, capital del raión homónimo en la óblast de Astracán.
En 2021, la ciudad tenía una población de 16 154 habitantes.
Se ubica en la orilla oriental del río Kamyziak, unos 20 km al sur de Astracán.

## Historia
Se conoce la existencia de la localidad desde 1560, cuando era un pueblo de pescadores. A mediados del siglo XVII, Alejo I de Rusia entregó las tierras a la familia noble Kurakin. En 1670, Steñka Razin reunió aquí una importante flota para su campaña de saqueo a Persia. En el siglo XIX se desarrolló en base a importantes obras para facilitar la navegación fluvial. La Unión Soviética dio al pueblo el estatus de capital distrital en 1925 y el de ciudad en 1973.